# Associação Desportiva Internacional de Minas
A Associação Desportiva Internacional de Minas, popularmente referida como Inter de Minas, é um clube de futebol brasileiro com sede na cidade de Itaúna, no estado de Minas Gerais. Foi estabelecida em 4 ou 17 de dezembro de 2014 com a finalidade de detectar e promover o desenvolvimento de atletas jovens no âmbito esportivo.

## História
A fundação da Inter de Minas ocorreu em 4 ou 17 de dezembro de 2014, na cidade de Uberlândia, com o propósito de identificar e desenvolver jovens atletas no cenário esportivo. A partir desse marco, o clube ingressou nas competições promovidas pela Liga Uberlandense de Futebol (LUF) e nos Campeonatos Mineiros de base, especificamente nas categorias infantil e juvenil.
Em 2017, a Inter de Minas formalizou a profissionalização de seu departamento de futebol visando sua participação na terceira divisão estadual. No momento de sua estreia profissional, o clube enfrentou dificuldades relacionadas à inscrição de seus atletas, buscando sem sucesso adiar o jogo. Consequentemente, o time entrou em campo com apenas sete jogadores disponíveis. Após 16 minutos de jogo, o clube sofreu três gols e um de seus jogadores sofreu uma lesão, resultando na interrupção da partida devido à falta do número mínimo de jogadores necessários. Encerrou a competição ocupando a posição de penúltimo colocado.
Em 2021, a Inter de Minas transferiu sua sede de Uberlândia para Itaúna, cidade situada na Região Metropolitana de Belo Horizonte. No ano seguinte, conquistou o Campeão Mineiro do Interior Sub-20.